# Rettenbach (Sankt Englmar)
Das Kirchdorf Rettenbach ist ein Gemeindeteil und eine Gemarkung der Gemeinde Sankt Englmar im niederbayerischen Landkreis Straubing-Bogen.

## Lage
Der touristisch geprägte Ort liegt am Fuße des Hirschensteins in 725 Metern Höhe etwa fünf Kilometer südöstlich von Sankt Englmar. Rettenbach hat Bedeutung als Ausgangspunkt für Wanderungen zum Hirschenstein.

## Geschichte
Im Jahr 1305 als Besitz von Kloster Windberg erwähnt, befindet sich das Gut Schmelmerhof seit 1630 in Familienbesitz. Das Romantik Hotel Gut Schmelmerhof wurde im Jahr 1967 eröffnet und verfügt über 52 Zimmer und Suiten sowie ein Gewölberestaurant aus dem Jahr 1864. Weitere touristische Angebote bieten unter anderem der Fuchshof, der seit 1665 im Familienbesitz ist, und das Landgasthof Hotel Zum Hirschenstein. Die Filialkirche St. Wolfgang wurde 1953 von Hans Beckers erbaut. Daneben befindet sich der von Adolf Neuhofer angelegte Friedhof.
In der Nähe von Rettenbach plante BMW, ein 5,22 Hektar großes Fahrer-Trainingsgelände für Geländewagen einzurichten, das aus dem Naturpark Bayerischer Wald ausgegliedert werden sollte. Das Projekt wurde 2005 vom Kreistag befürwortet. Obwohl bereits die nötigen Schneisen geschlagen waren, gab BMW im Jahr 2007 nach Kritik von Umwelt- und Naturschützern das Projekt auf.